# Qing Hu
Der Qing Hu (chinesisch 清湖, Pinyin Qīng Hú – „Klarer See“) ist ein kleiner See auf der Stansbury-Halbinsel im Norden von Nelson Island, einer der Südlichen Shetlandinseln. Der auffallend klare See wird durch Schmelzwasser von einem südlich gelegenen Hang gespeist. Im Nordwesten des Sees entspringt ein Bach, der in den westlich gelegenen Niudu Hu mündet.
Chinesische Wissenschaftler benannten ihn 1986 im Zuge von Vermessungs- und Kartierungsarbeiten.